# おむつ交換台

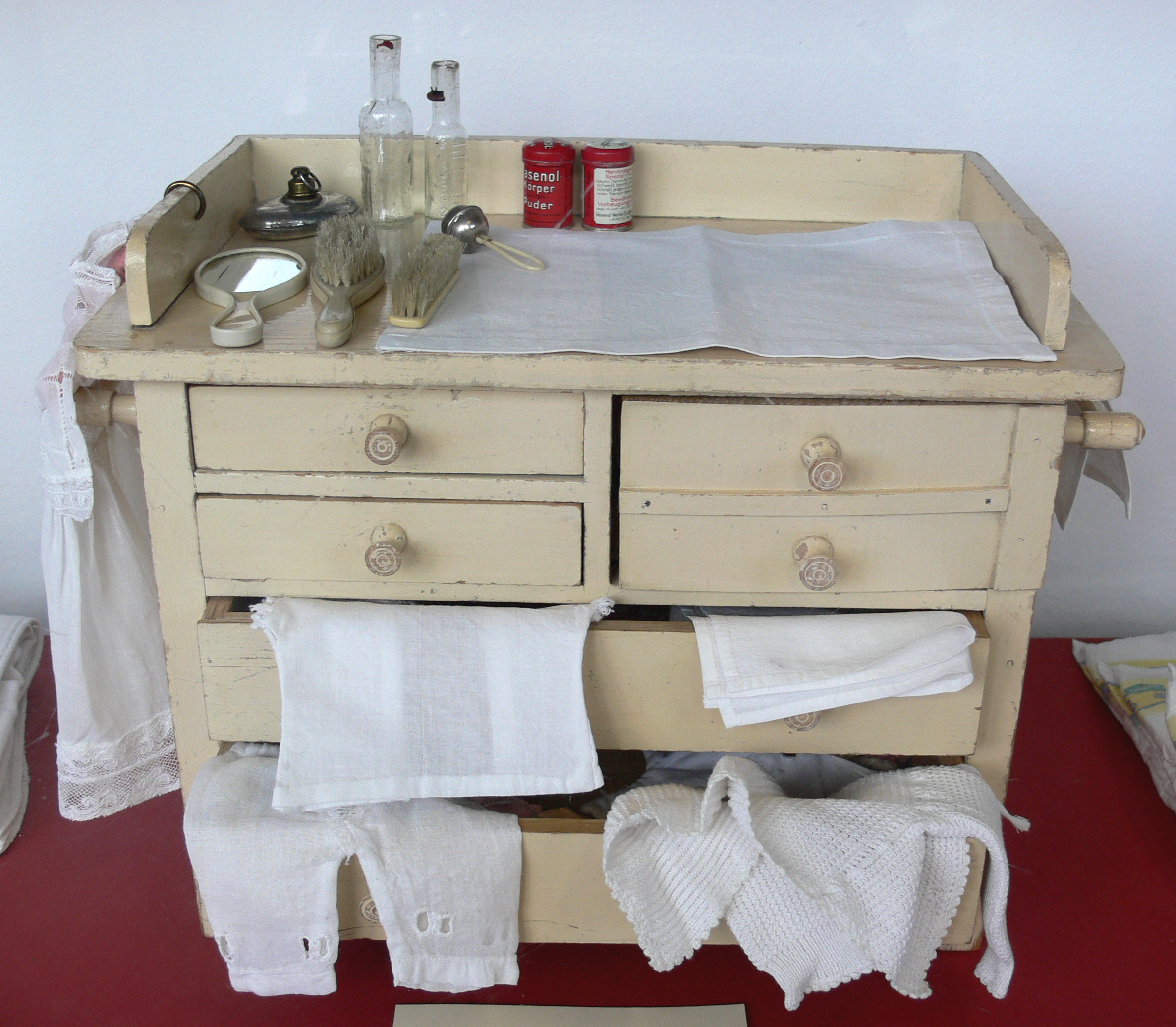
おむつ交換台の例

おむつ交換台（おむつこうかんだい、英語: diaper-changing station, changing table ）は、乳幼児を上にのせておむつの交換ができるように設計された小さな台。ベビーシートと呼ばれることもある。
子ども部屋用品の一つで、一般に木製である。最上部は、おむつ換えの作業中に乳幼児を寝かせられるようにできており、その下には引き出しまたは空間が備え付けられており、おむつやおしり拭き、ベビーパウダーなどのおむつ替えで必要となるものが収納できるようになっている。

## 公衆トイレにおけるおむつ交換台

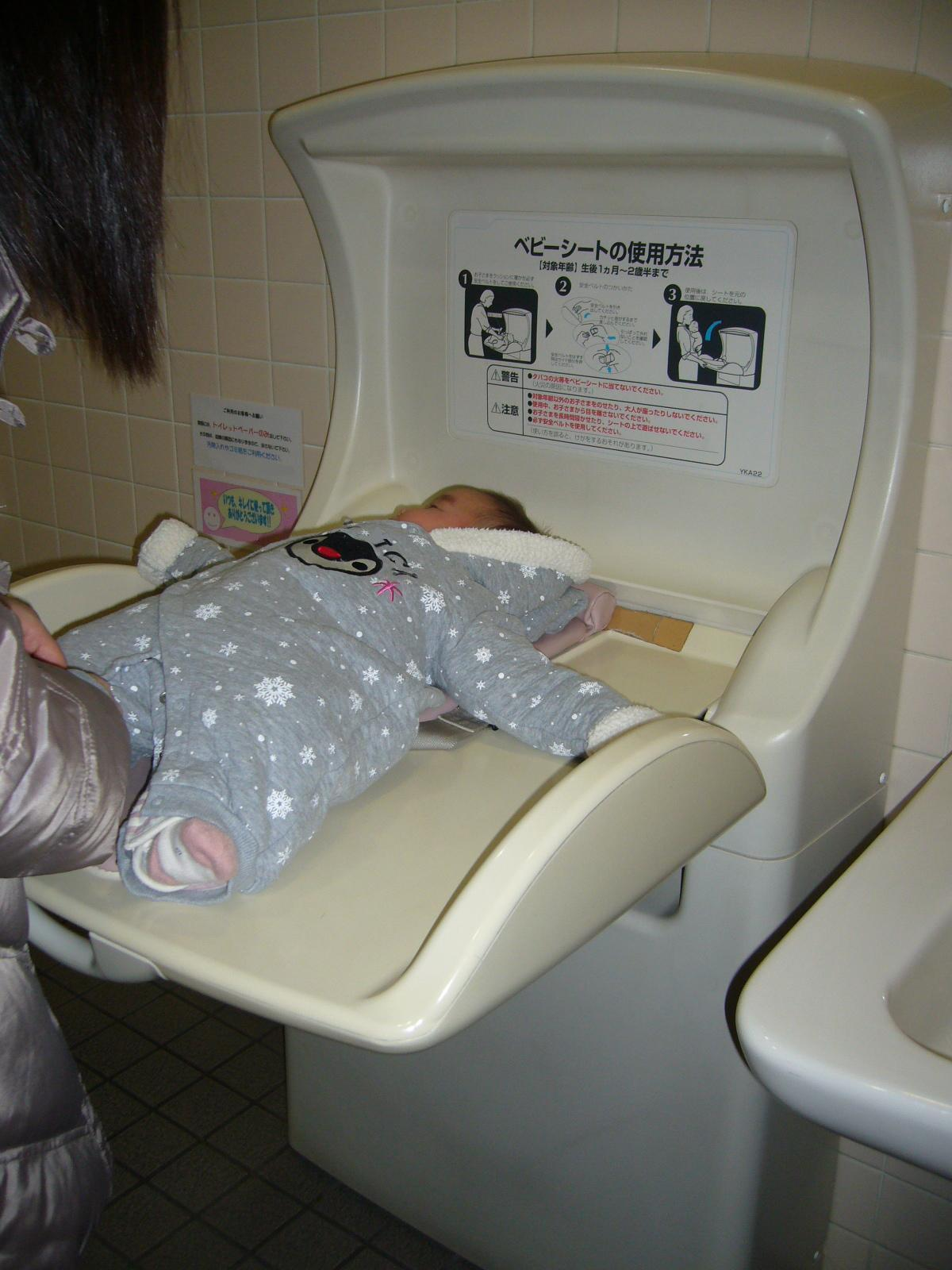
日本の公衆トイレに設けられたおむつ交換台

公衆トイレの多くには、おむつ交換台が設置されている。これらの交換台のほとんどは、プラスチック製で、使わないときは邪魔にならないように折りたたむことができるような壁掛け式になっている。
公衆トイレにおむつ交換台が普及したのは1990年代のことである。普及しだした当初は、女性トイレを主としておむつ交換台が設置されてきたが、「平等な子育てプロジェクト」創設者のエリック・レッツ (Eric Letts)のロビー活動により、アメリカ合衆国やカナダでは男性トイレにも交換台が普及していった。おむつ交換台の不足は、子連れを理由に外出を控えることに繋がることを示唆する研究も存在する。
アメリカ合衆国では、バラク・オバマが2016年に署名したBABIES法によって、公衆が利用できる連邦政府施設内の男女問わずトイレの全てに、おむつ交換台の設置が義務づけられた。またニューヨーク市でも、公共に開かれた男女問わずトイレの全てにおむつ交換台の設置を義務づける条例が2017年に通過している。
日本においては、公共交通機関を対象としたガイドライン『公共交通機関旅客施設の移動円滑化整備ガイドライン』が2001年にまとめられた。このガイドラインでは、乳幼児連れや身体障害者等の旅客に配慮した多機能トイレを1か所以上設置し、「乳幼児用のおむつ交換台」を標準設置するように求めているが、拘束力・強制力はない。2004年6月には、『少子化社会対策大綱』が少子化社会対策基本法に基づいて閣議決定、発表された。この大綱は、「妊婦、子ども及び子ども連れの人が利用する建築物、公共交通機関及び公共施設等について、（中略）ベビーベッド等の設置されたトイレの整備を男性による利用にも配慮しながら促進する」と、男性による育児を踏まえた内容が盛り込まれた。
地方自治体の条例としては、床面積1,000平方メートル以上の百貨店や飲食店等のトイレに、乳幼児のおむつ交換ができる設備を設けることを義務づける、東京都や大阪府、兵庫県の条例が存在する。
オムツ交換台は乳幼児の排泄物に直接触れてしまう恐れがあり、時にノロウィルスの感染経路となる事がある。

## 安全
生後6か月を経過した乳幼児は、おむつ交換台の上で寝返りを打てるようになっている。転落防止のために、おむつの交換に必要なものはあらかじめ用意したうえで、あやしつつも素早く交換することが求められる。
折りたたみ式おむつ交換台の事故も多く報告されている。2007年9月26日までに17件、2006年から2010年までの間に18件の転落事故がそれぞれ、国民生活センター、消費者庁に報告されている。おむつ交換台はその利便性から、親や姉妹兄弟の排泄時に乳幼児を寝かせておくためにも使われるが、これは目的外利用である。
また、折りたたみ式おむつ交換台はベルトを備えていることがあるが、あくまでも「横ずれ防止のため」の機構であり、乳幼児の転落を防止する効果は含まれていない。さらに、2000年代初頭以前に設置された古い製品の中には、台が真平らで柵が設けられていないものもある。そのため、メーカーや消費者庁は、おむつ交換台を使う際は目を離さないように注意を呼び掛けている。

## 主なメーカー
- 日本
  - コンビウィズ[19]
  - TOTO - 「ベビーシート」の名前で売り出している品番YKA25は、2010年の第4回キッズデザイン賞を受賞した[20]。
  - LIXIL(INAX)
  - 水上金属（オモイオ）
  - ジャクエツ